# 구피 무비 - X게임 대소동
구피 무비 - X게임 대소동(An Extremely Goofy Movie)은 오스트레일리아에서 제작된 더글라스 맥카시 감독의 2000년 애니메이션 영화이다. 빌 파머 등이 주연으로 출연하였고 린 사우더랜드 등이 제작에 참여하였다.

## 출연

### 주연
- 빌 파머
- 제이슨 마스든
- 롭 폴슨
- 폴리 쇼어
- 짐 커밍스
- 브래드 거렛
- 제프 베넷
- 빅키 루이스
- 베베 뉴워스
- 크리 섬머
- 제나 본 오이
- 데이킨 매튜스